# ناخویشتن‌داری عاطفی
ناخویشتن‌داری عاطفی، بی‌ثباتی عاطفی یا بی‌اختیاری عاطفی (به انگلیسی: Pseudobulbar affect)(به اختصار PBA)، به یک اختلال عصبی اشاره دارد که با گریه کردن بی‌اختیار یا گریه یا خندهٔ غیرقابل کنترل یا دیگر ظواهر عاطفی نمود پیدا می‌کند. می‌تواند به طور ثانویه به دنبال یک بیماری عصبی یا آسیب مغزی رخ دهد. بیماران ممکن است خود را در حال گریه کردن غیرقابل کنترل برای چیزی که فقط کمی ناراحت‌کننده‌است یافته و تا چند دقیقه قادر به متوقف کردن گریه‌شان نباشند. این نمودها ممکن است کاملاً با حالت فرد نا‌متجانس باشد؛ به عنوان مثال بیمار ممکن است گرفتار یک خندهٔ غیرقابل کنترل شود در حالی که احساس عصبانیت یا ناامیدی می‌کند.

## واژه‌ شناسی
به طور تاریخی، تعداد زیادی از واژه‌ها برای این اختلال مورد استفاده قرار می‌گیرند مانند اثر PBA (pseudobulbar affect)، گریه یا خندهٔ پاتولوژیکی (pathological laughter and crying)، بی‌اختیاری عاطفی (emotional lability)، اموشنالیزم (emotionalism)، اختلال در نظم عاطفی (emotional dysregulation) یا به تازگی اختلال بیان عواطف غیرارادی (involuntary emotional expression disorder). واژه‌هایی مانند گریه اجباری، گریه غیرارادی، احساسات پاتولوژیک و بی‌اختیاری عاطفی نیز هر چند کمتر، مورد استفاده قرار گرفته‌اند.

## علائم و نشانه‌ها
از ویژگی‌های اصلی این اختلال یک کاهش در آستانهٔ پاتولوژیکی برای نشان دادن پاسخ رفتاری خندیدن، گریستن یا هر دو است. یک فرد مبتلا علائمی از خندیدن یا گریستن بدون وجود یک محرک آشکار یا در پاسخ به محرکی که نمی‌خواهد نشان می‌دهد مانند یک پاسخ عاطفی قبل از شروع اختلال عصبی مربوط به خود. در برخی بیماران، پاسخ عاطفی شدت اغراق‌آمیزی نسبت به محرک آن دارد مثلاً بیمار به جای آه کشیدن که یک پاسخ نرمال در یک محرک غم انگیز هست شروع به یک گریهٔ اغراق‌آمیز پاتولوژیکی می‌کند. در عین حال، در بعضی بیماران، ویژگی نمایش احساسی می‌تواند نامتناسب یا حتی متناقض با ارزش احساسی محرک باشد. به عنوان مثال، یک بیمار ممکن است در پاسخ به یک خبر ناراحت‌کننده بخندد یا در پاسخ به یک محرکی بدون هیچ زمینهٔ عاطفی گریه کند یا مدام از خنده به گریه تغییر حالت دهد.
نشانه‌های ناخویشتن‌داری عاطفی می‌توانند شدید باشند، با بخش‌هایی مداوم و بی‌امان که ویژگی‌های آن عبارتند از:
1. شروع حمله می‌تواند ناگهانی و غیرقابل پیش بینی باشد، و در برخی بیماران مانند حملهٔ تشنج بروز پیدا می‌کند.
2. مدت زمان معمول برای طغیان معمولاً از چند ثانیه تا چند دقیقه‌است و حملات عصبی ممکن است چندین بار در روز اتفاق بیفتند.

بسیاری افراد با اختلالات روانی، خنده، گریه یا هردو رفتار را به صورت غیرقابل کنترل دارندکه همچنین اغراق‌آمیز و متناقض با فضایی است که در آن رخ می‌دهند. بیماران گزارش می‌کنند که حمله‌ها در بهترین حالت تا حد بسیار کمی متمایل به کنترل ارادی هستند و به جز زمان‌هایی که آنها تغییر شدیدی در وضعیت ذهنی‌شان تجربه می‌کنند در باقی موارد آنها اغلب نسبت به مشکل‌شان آگاهی دارند و از شکل بروز عاطفی شان به عنوان یک رفتار نامناسب و دور از شخصیت شان یاد می‌کنند. اثر کلینیکی ناخویشتن‌داری عاطفی می‌تواند شدیدو با علائم مداوم باشد که منجر به ناتوانی بیمار شده و بر کیفیت زندگی اطرافیان و مراقبان این افراد نیز تأثیر فاحشی بگذارد.

## اثرات اجتماعی
زمانی که نشانه‌های فیزیکی این بیماری کاملاً ناتوان کننده نیست، ناخویشتن‌داری عاطفی می‌تواند تأثیر قابل توجهی در عملکرد اجتماعی افراد و روابط آنها با دیگران داشته باشد. چنین طغیان‌های احساسی ناگهانی، مکرر، شدید و غیرقابل کنترل ممکن است به خروج اجتماعی فرد منجر شده و با فعالیت‌های روزمره زندگی، روابط اجتماعی و حرفه‌ای تداخل کرده و بر سلامت عمومی فرد تأثیر منفی بگذارد. به عنوان مثال، بیماران مبتلا به ALS و MS اغلب به لحاظ شناختی طبیعی هستند. با این حال، ظاهر شدن احساسات غیرقابل کنترل معمولاً با بسیاری از اختلالات عصبی دیگر مانند: اختلال نقص توجه(ADHD) ، بیش فعالی، بیماری پارکینسون، فلج مغزی، اوتیسم، صرع و میگرن مرتبط است. این امر ممکن است به خجالت شدید بیمار و اجتناب از تعاملات اجتماعی وی شود که به نوبه خود بر مکانیسم‌های مقابله با خود و حرفه خود منجر شود.

## افسردگی
اختلال ناخویشتن‌داری عاطفی اغلب ممکن است افسردگی بالینی تشخیص داده شود در حالی که تفاوت‌های بسیار روشنی بین این دو وجود دارند. در سندرم افسردگی و غم و اندوه، گریه کردن یک نشانهٔ معمول از اندوه‌است در حالی که ظاهر شدن گریهٔ پاتولوژیک که در اختلال PBA اتفاق می‌افتد در تضاد با حالت موجود یا برای وضعیت و محرک موجود بیش از حد زیاد یا اغراق‌آمیز است. به علاوه یک نکتهٔ مهم در تفاوت افسردگی از PBA مدت زمان آنهاست: حمله‌های ناخویشتن‌داری عاطفی ناگهانی و در یک رفتار اپیزودیک مختصر اتفاق می‌افتند در حالی که گریه کردن در افسردگی تظاهر پایدارتری دارد و کاملاً با خلق و خوی زمینه‌ای مرتبط است.

## در فرهنگ عامه
در فیلم جوکر (۲۰۱۹)، واکین فینیکس، نقش اصلی فیلم به ناخویشتن‌داری عاطفی دچار است و در مواقعی که کنترل خود را از دست می‌دهد، به طرز هیستری می‌خندد.